# 짚의 방패
짚의 방패(藁の楯, Shield of Straw)는 일본에서 제작된 미이케 다카시 감독의 2013년 액션, 서스펜스, 스릴러 영화이다. 후지와라 타츠야 등이 주연으로 출연하였다.

## 출연

### 주연
- 후지와라 타츠야
- 오오사와 타카오
- 마츠시마 나나코

### 조연
- 이부 마사토
- 나가야마 켄토
- 키시타니 고로
- 요 키미코
- 야마자키 츠토무
- 쿠로이시 타카히로

## 제작진
- 원작자: 키우치 카즈히로